# 강신갑
강신갑(姜信甲, 1958년 1월 8일~)은 대한민국의 시인이다.

## 생애
세종시에서 태어나 한남대학교 영어영문학과를 졸업했으며, 2002년 계간《공무원문학》과 2004년 월간《시사문단》신인상에 당선되어 등단했다.
2004년 시집 ‘119와 어머니’, 2005년 ‘119의 마음’, 2007년 ‘마누라보이’, 2011년 ‘빛이라 향기라’, 2016년 ‘오늘 밤 달이 뜨는가’ 2020년 ‘존중 속 초월’을 내놓았다.
2006년 천상병 시인의 숭고한 시 정신을 기리기 위해 제정된 "귀천문학상" 및 2017년 "대전시인상"을 수상했다.
국가 사회 발전에 기여한 공로로 2015년에는 "대통령 표창"을 2016년에는 "대한민국 근정포장"을 받았다.